# Argavieso (kommunhuvudort)
Argavieso är en kommunhuvudort i Spanien. Den ligger i provinsen Provincia de Huesca och regionen Aragonien, i den nordöstra delen av landet, 300 km nordost om huvudstaden Madrid. Argavieso ligger 484 meter över havet och antalet invånare är 125.
Terrängen runt Argavieso är lite kuperad. Runt Argavieso är det mycket glesbefolkat, med 6 invånare per kvadratkilometer. Närmaste större samhälle är Huesca, 14,2 km nordväst om Argavieso. Trakten runt Argavieso består till största delen av jordbruksmark.